# Collard & Collard
Collard & Collard war ein bekannter englischer Hersteller von Klavieren und Flügeln mit Sitz in London.
Der Name des Unternehmens leitete sich von zwei Brüdern ab, die beide die Vornamen Frederick und William trugen, in beider Reihung: Frederick William Collard und William Frederick Collard.

## Longman & Broderip
1767 wurde das Unternehmen Longman & Broderip gegründet, Musikalienhändler und Erbauer von Musikinstrumenten an der Adresse 26 Cheapside in London. Die Klavierbauer Geib und Guilford fertigten Instrumente, die Longman & Broderip dann verkauften. Das älteste für Longman & Broderip bekannte Instrument ist ein Tafelklavier mit fünf Oktaven von 1770, das in einem Museum in Boston ausgestellt ist. Die Partner von Longman wechselten mitunter, bekannt sind auch die Firmen Longman & Lukey 1771 und Longman, Lukey & Comp. 1774.

## Clementi
Im Jahr 1778 wurde aus der Firma Longman & Clementi, als der Komponist und Klavierpädagoge Muzio Clementi in das Unternehmen eintrat.

## Die Brüder Collard
Einer der späteren Partner Clementis war der Möbeltischler Frederick Collard, der als Instrumentenmacher und insbesondere als Spezialist für Resonanzböden gefragt war. Er wurde verantwortlich für die Klavierproduktion, während Clementi sich um den Verkauf kümmerte. Clementi war ein sehr konservativer Mann, der sich gegen Neuerungen im Klavierbau stemmte.
Frederick William Collard, der Sohn von William und Thamosin Collard, wurde in Wiveliscombe, Somerset, am 21. Juni 1772 getauft. Er ging im Alter von 14 Jahren nach London und erhielt eine Anstellung bei Longman, Lukey & Broderip.
William Frederick Collard, der jüngere Bruder und Partner, wurde in Wiveliscombe am 25. August 1776 getauft. Er hatte neben einem Talent als Klavierbauer und Erfinder auch eine Neigung zu Poesie und Literatur.
1799 gerieten Longman & Co. in wirtschaftliche Schwierigkeiten, und eine neue Gesellschaft mit John Longman, Muzio Clementi, Frederick Augustus Hyde, Frederick. W. Collard, Josiah Banger und David Davis übernahm die Geschäfte. Am 28. Juni 1800 gingen Longman und Hyde in den Ruhestand; aus der Firma wurde Muzio Clementi & Co.
Nach einiger Zeit wurde auch der jüngere Bruder William F. Collard als Partner hinzugenommen. Am 24. Juni 1817 beendete Banger seine Partnerschaft. Am 24. Juni 1831 endete die Partnerschaft zwischen F. W. Collard, W. F. Collard und Clementi. Die Brüder Collard setzten das Geschäft bis zum 24. Juni 1842 allein fort, als W. F. Collard in den Ruhestand ging und F. W. Collard, nunmehr alleiniger Inhaber, seine zwei Neffen Frederick William Collard jun. und Charles Lukey Collard in die Partnerschaft aufnahm.
Nach 1832 benannte man die Klaviere, die lange den Namen von Clementi getragen hatten, um in Collard & Collard. Viele Patente wurden entwickelt, die meist Verbesserungen bei der Spielmechanik und bei der Rahmenanlage umfassten. Das Unternehmen gab bald den Musikverlag auf und konzentrierte sich auf den Klavierbau, mit der Ausnahme, dass sie bis 1858 auch Hörner und Trommeln für die Ostindische Compagnie herstellten, als dann die Regierung von Indien an die englische Königin Victoria überging.
Zu jener Zeit brachte Collard eine Neuerung heraus, die im Chambers's Journal beworben wurde, ein „Klavier für das Landhaus“, das sich in beträchtlichen Stückzahlen verkaufte. Bei der Großen Ausstellung in London („Great Exhibition“ 1851) stellte Collard einen Flügel aus, der von der Jury mit einer Medaille prämiert wurde. Jedoch verzichtete Collard darauf, mit der Medaille zu werben, um keine Neidgefühle zu erzeugen.
Zweimal erlitt das Unternehmen Verluste bei Großbränden. Am 20. März 1807 brannte die Fabrik in der Tottenham Court Road bis auf die Grundmauern ab, und am 10. Dezember 1851 wurde die neuerrichtete Fabrik an der Oval Road, Camden Town, komplett zerstört.
William Frederick Collard, der jüngere Bruder, zog sich 1842 aus dem Klavierbau zurück und starb in Folkestone am 11. Oktober 1866.
Frederick William Collard, der ältere Bruder, starb im Haus 26 Cheapside am 31. Januar 1860 im Alter von 88 Jahren; er hatte stets an derselben Adresse gewohnt, seit er in London 1786 angekommen war.

## Weitere Geschichte
Collard & Collard fertigte auch Klaviere für John Squire an der Sutterton Street und Caledonian Road in London.
Eine Karte der Goad Fire Insurance (Feuerversicherung) vom Ende des 19. Jahrhunderts zeigt die berühmte kreisförmige Fabrik von Collard & Collard in Camden Town, Oval Road Ecke Gloucester, in der vor 22 hohen Fenstern die Werkbänke standen und in der Mitte des zirkularen Baues ein Aufzug die Stockwerke miteinander verband, eine Bauweise, die mit minimalen Kosten für Ziegel maximales Licht in die Fabrik brachte.
Collard & Collard wurde ab 1900 in den allgemeinen Abstieg des englischen Klavierbaues hineingezogen, als immer mehr deutsche Klavierhersteller ihre Produkte auf der britischen Insel erfolgreich zu vermarkten begannen.
1960 übernahm die Firma Chappell’s das Unternehmen Collard, aber 1963 zerstörte ein Brand alle Aufzeichnungen von Collard und Clementi.